# 三遊亭遊七
三遊亭 遊七（さんゆうてい ゆうしち）は、落語家の名跡。
- 三遊亭遊七 - 後∶三代目三遊亭圓橘
- 三遊亭遊七 - 本項にて記述

三遊亭 遊七（さんゆうてい ゆうしち、1980年1月7日 - ）は、落語芸術協会所属の女流落語家。本名∶伊瀬 尚子。

## 来歴・人物
早稲田大学卒業。2015年12月、三遊亭遊之介に入門。
2016年4月、上席より楽屋入りする。5月に新宿末広亭にて初高座。演目は「寿限無」。
2020年5月、二ツ目昇進。神田桜子と同時昇進。二ツ目昇進と同時に、女流落語家ユニット「落語ガールズ」に所属した。
2020年9月、三遊亭遊七（落語)、神田桜子（講談）、桂小すみ（音曲）で3人組パフォーマンスユニット「Comme Seau-コムソウ-」を結成。虚無僧の格好をして余興を始めたのをきっかけに、仙台花座にて活動を始動。歌やアンサンブル演奏等の余興ありきで活動している。ユニット名はフランス語で「バケツみたい」（余興で装飾バケツをかぶって虚無僧に扮したことから）。
日本橋川、隅田川、神田川、目黒川、深川地区河川の船上ガイド、都内歴史散策ガイドができる。
三遊亭吉馬、春風亭昇輔とともにユニット「撃鱗」を結成。

## 芸歴
- 2015年12月∶三遊亭遊之介に入門。
- 2016年4月上席∶楽屋入り。
- 2020年5月∶二ツ目昇進。